# Inexpressabilidade da Lógica de Primeira Ordem
Na lógica formal, a inexpressabilidade da lógica de primeira ordem é a incapacidade de uma expressão ser capturada adequadamente em teorias particulares da lógica de primeira ordem. Sentenças inexpressáveis às vezes são apresentadas como evidências de que a lógica de primeira ordem não é adequada para capturar nuances de significados da linguagem natural.
O termo foi criado por George Boolos em seu famoso artigo "To Be is to Be a Value of a Variable (or to Be Some Values of Some Variables)". Boolos argumetou que tais sentenças necessitam da simbolização da Lógica de segunda ordem, a qual pode ser interpretada como uma quantificação plural sob o mesmo domínio do qual os quantificadores da primeira ordem usam, sem a distinção do postulado de "objetos de segunda ordem" (propriedades, conjuntos, etc).
Um exemplo tradicional, conhecido como a sentença de Geach–Kaplan, é:
Alguns críticos admiram somente uns aos outros.
Se Axy é para ser compreendido como "x admira y", e o universo do discurso é o conjunto de todas as críticas, então uma tradução razoável da sentença para a lógica de segunda ordem é:
{\displaystyle \exists X(\exists x,y(Xx\land Xy\land Axy)\land \exists x\neg Xx\land \forall x\,\forall y(Xx\land Axy\rightarrow Xy))}
Do qual esta fórmula não tem nenhuma equivalente na Lógica de Primeira Ordem como pode ser visto a seguir. Substitua a fórmula (y = x + 1 v x = y + 1) por Axy. O resultado,
{\displaystyle \exists X(\exists x,y(Xx\land Xy\land (y=x+1\lor x=y+1))\land \exists x\neg Xx\land \forall x\,\forall y(Xx\land (y=x+1\lor x=y+1)\rightarrow Xy))}
afirma que há um conjunto não-vazio que é fechado sob os operadores antecessores e o sucessores e ainda não contem todos os números. Além do mais, é verdade em todos os Modelos de aritmética não-padrão, mas falso no modelo tradicional. Como nenhuma sentença da Lógica de Primeira Ordem tem esta propriedade, o resultado persevera.